# كريس بورغيس
كريس بورغيس (بالإنجليزية: Chris Burgess)‏ مواليد 23 أبريل 1979 في بروفو، هو لاعب كرة سلة أمريكي سابق. بدأ مسيرته الاحترافية في سنة 2002. يبلغ طوله 6 قدم 10 بوصة (2.1 م). اعتزل اللعب في 2013.

## المسيرة الاحترافية
لعب مع توبورغ في سنة 2003، ثم لعب مع كيرنز تيبانز في الدوري الأسترالي في موسم 2004–2005، ثم لعب مع سان ميغيل بيرمن في سنة 2005، ثم لعب مع كيرنز تيبانز في الدوري الأسترالي في موسم 2005–2006، ثم لعب مع أولسان موبيس فوبوس في موسم 2006–2007.